# Misiunea Uniunii Europene de Asistență la Frontieră în Moldova și Ucraina

Logo-ul EUBAM

Misiunea Uniunii Europene de Asistență la Frontieră în Moldova și Ucraina (în engleză European Union Border Assistance Mission to Moldova and Ukraine, abreviat EUBAM) este o structură a Uniunii Europene creată pentru a controla traficul la frontiera dintre Republica Moldova și Ucraina. EUBAM reprezintă un organ consultativ, tehnic, mandatat să consolideze capacitățile de gestionare a frontierei partenerilor săi – serviciile vamale și grăniceri, organele de ocrotire a legii și agențiile de stat din Republica Moldova și Ucraina.
Misiunea a fost înființată în noiembrie 2005, la solicitarea comună a Președinților Republicii Moldova și Ucrainei, adresată Comisiei Europene.
Ca premisă e servit o serie de activități ilegale transfrontaliere, inclusiv trafic de ființe umane, contrabanda și alte activități comerciale ilicite, care se desfășurau de-a lungul celor 1222 km ai frontierei moldo-ucrainene, fenomen agravat de existența regiunii secesioniste transnistrene a Moldovei, care nu este controlată de guvernul Republicii Moldova.
Misiunea EUBAM este finanțată în întregime de Uniunea Europeană prin intermediul Instrumentului European de Vecinătate și Parteneriat (European Neighbourhood and Partnership Instrument).
EUBAM are un buget anual de 21 milioane de euro (2011-13) și aproximativ 100 angajați delegați și contractați din statele-membre ale UE, și 126 angajați locali din Moldova și Ucraina. Memorandumul de Înțelegere semnat de Comisia Europeană, Guvernul Republicii Moldova și Guvernul Ucrainei la sfârșitul anului 2005, reprezintă baza legală a activității misiunii EUBAM. Organul executiv al misiunii este consiliul coordonator, care se întrunește de două ori pe an. Mandatul Misiunii a fost extins de trei ori (în 2007, 2009 și 2011), iar mandatul curent expiră la 30 noiembrie 2015.